# Voọc vàng
Voọc vàng (danh pháp hai phần: Trachypithecus geei) là một loài động vật có vú trong họ Cercopithecidae, bộ Linh trưởng. Loài này được Khajuria mô tả năm 1956.

## Hình ảnh

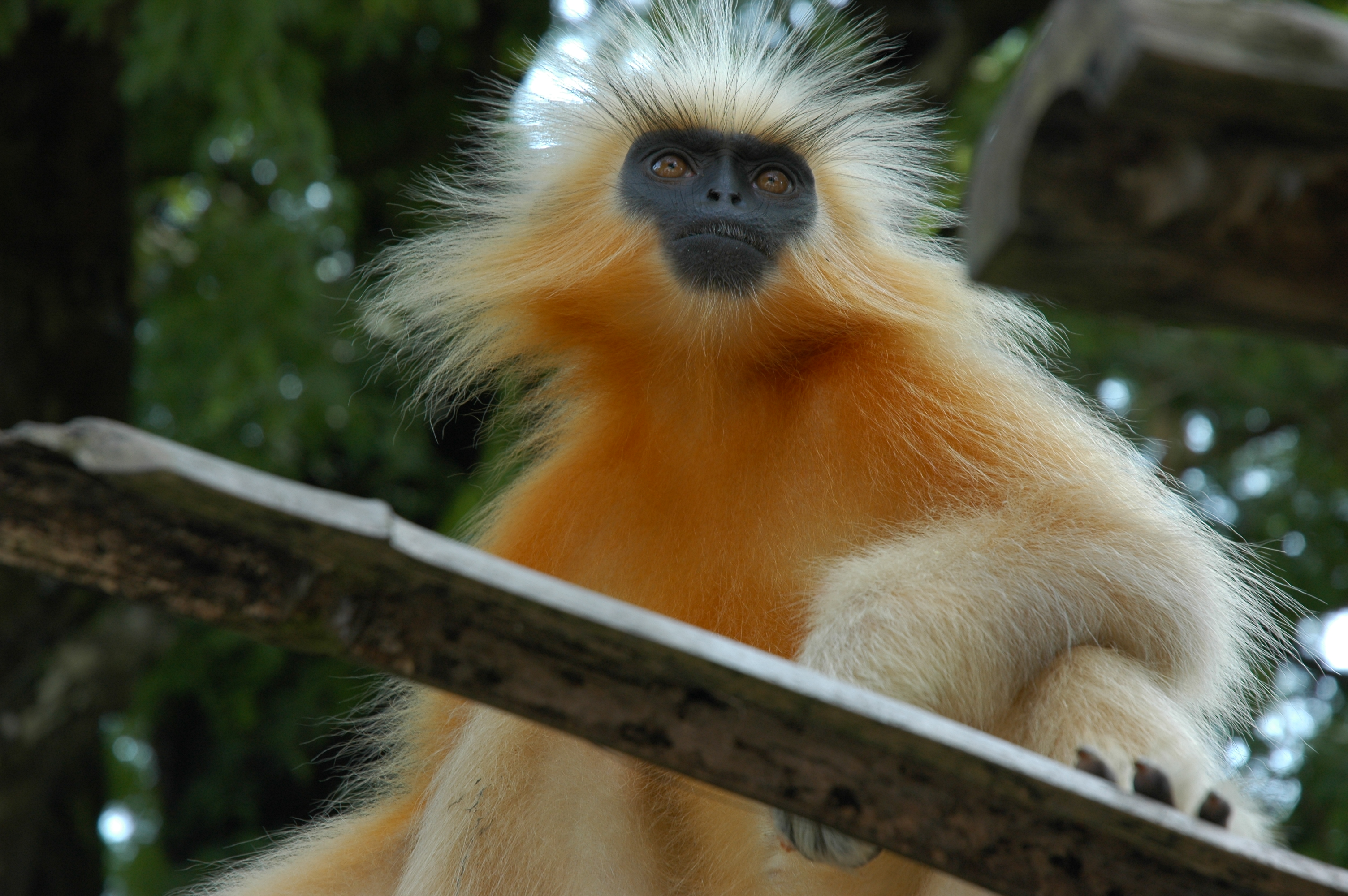
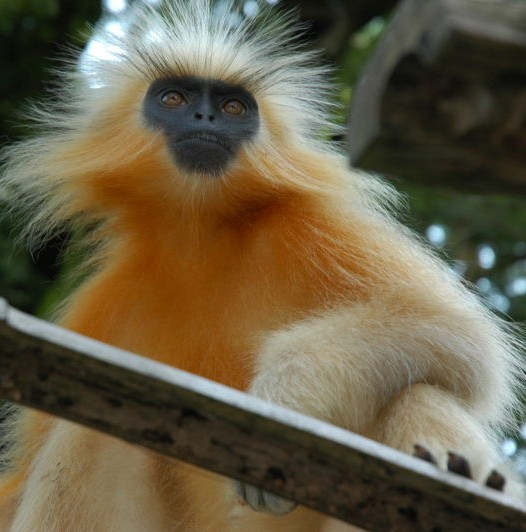
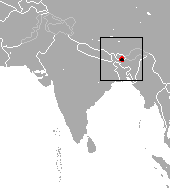
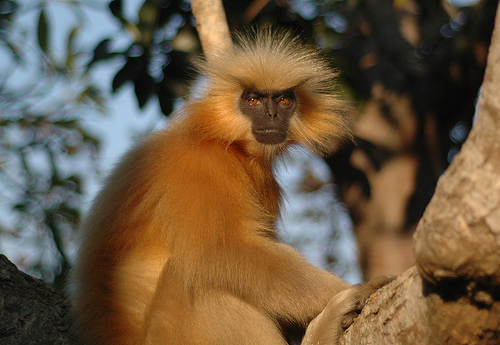